# 能勢妙子
能勢 妙子（のせ たえこ、1915年（大正4年） - 1999年（平成11年）6月26日）は昭和期の歌手。
本名は菊田明子、旧姓は大木。

## 経歴
東京出身。古川ロッパ一座に在籍し、1935年（昭和10年）ビクターレコードからデビュー。
1937年（昭和12年）6月に発売した「あなたなしでは」（佐伯孝夫作詞、佐々木俊一作曲）がヒット。その後も、「日の丸行進曲」などの吹き込みに参加。
1939年（昭和14年）に結婚し引退。戦後の1947年（昭和22年）復帰する。
菊田一夫との関係を巡って夫に訴えられ、一騒動起こすが、1951年（昭和26年）には夫との離婚が成立し、菊田一夫と結婚した。
1999年（平成11年）死去。享年84。